# José Vicente Concha
Pour les articles homonymes, voir Concha.
José Vicente Concha est un avocat et un homme d'État colombien, né le 12 septembre 1867 à Bogota et mort le 8 décembre 1929 à Rome. Il est président de la République entre 1914 et 1918.